# Unión Pro Patria
La Unión Pro Patria (en estonio: Isamaaliit, significa literalmente Unión de la Patria) fue un partido político conservador nacionalista en Estonia. El partido fue fundado el 2 de diciembre de 1995 a partir de una fusión del Partido Nacional de la Independencia Estonia y la Coalición Nacional Pro Patria.
El 4 de abril de 2006, los representantes de la Unión Pro Patria y los representantes de Res Publica decidieron fusionar los dos partidos. La fusión fue aprobada por las asambleas generales de ambos partidos en Pärnu el 4 de junio de 2006. Aunque originalmente el nombre de 
Por Estonia (Eesti Eest) fue considerado para el partido unido, fue rechazado. El nuevo partido fue registrado oficialmente el 15 de octubre de 2006 bajo el nombre de Union Pro Patria y Res Publica.
Según declaraciones del partido, el programa se basó en la Democracia cristiana y el Nacionalismo. Junto con sus predecesores, la Unión Pro Patria fue la principal fuerza detrás de las reformas económicas y legales en la República de Estonia a principios de la década de 1990.
Un partido con un nombre idéntico existío antes de la Segunda Guerra Mundial.

## En gobierno y oposición
Mart Laar, historiador, expresidente de la Alianza Nacional "Pro Patria" y primer ministro de Estonia de 1992 a 1994, fue elegido nuevo presidente del partido el 24 de octubre de 1998.
El partido tuvo éxito en las elecciones parlamentarias de 1999, recibiendo 18 escaños. Su líder Mart Laar se convirtió en primer ministro nuevamente. Su gobierno de coalición estuvo en funciones hasta el 28 de enero de 2002.
La Unión Pro Patria era miembro del Partido Popular Europeo (Demócrata-Cristianos) y de los Demócratas Europeos (PPE-DE). El partido tenía un escaño en el Parlamento Europeo, ocupado por Tunne Kelam, presidente de la Unión Pro Patria del 7 de diciembre de 2002 al 16 de abril de 2005.
En las elecciones parlamentarias de 2003 obtuvieron 7 escaños en Riigikogu y se unieron a la oposición. Tõnis Lukas fue elegido presidente del partido el 16 de abril de 2005. El historiador y archivero Aimar Altosaar fue reelegido Secretario General en 2005, después de haber desempeñado el mismo cargo de 1996 a 1999.
El partido tenía un periódico oficial llamado Tribüün (La Tribuna). Fue establecido en 2001.
Para las elecciones locales en otoño de 2005, la Unión Pro Patria firmó un acuerdo de cooperación con dos partidos menores: Unión de Agricultores (Põllumeeste Kogu) el 6 de julio de 2005 y con el Partido Demócrata Estonio (Eesti Demokraatlik Partei) el 12 de julio de 2005. Las elecciones locales del 16 de octubre de 2005 mostraron un creciente apoyo al partido. La presencia de la Unión Pro Patria creció de 0 a 7 escaños en el Ayuntamiento de Tallin y se mantuvo igual (9 escaños) en el Ayuntamiento de Tartu.
En abril de 2006, el exlíder del partido y dos veces primer ministro Mart Laar recibió el Premio Friedman por la Libertad.

## Resultados electorales

### Elecciones parlamentarias
|  | 16,1 % |

|  | 7,3 % |

### Elecciones al Parlamento Europeo
| Elección | Votos  | Votos           | Votos | Escaños | Escaños | Posición |
| Elección | #      | %               | ± pp  | #       | ±       | Posición |
| -------- | ------ | --------------- | ----- | ------- | ------- | -------- |
| 2004     | 24.375 | \| \| 10,5 % \| | –     | 1/6     | –       | 4.º      |
|          | 10,5 % |                 |       |         |         |          |

## Otras lecturas
- Bennich-Björkman, Li; Johansson, Karl Magnus (Diciembre de 2012). «Explaining moderation in nationalism: Divergent trajectories of national conservative parties in Estonia and Latvia». Comparative European Politics (en inglés) 10 (5): 585-607. doi:10.1057/cep.2011.28.